# SS Beaver State (T-ACS-10)
Le SS Beaver State (T-ACS-10) est un navire-grue  du département de la Défense des États-Unis, en réserve pour l'US Navy. Le navire porte le nom de l'État de l'Oregon, également connu sous le nom de Beaver State.

## Historique
Beaver State a été établi le 13 avril 1964, sous le nom de cargo vraquier, SS Mormacdraco, sous contrat de l'United States Maritime Administration (MARAD). Construit par le Chantier naval Ingalls de Pascagoula, dans le Mississippi, il a été lancé le 14 janvier 1965 et livré au MARAD le 28 mai 1965, pour le service avec la compagnie Moore-McCormack (en). 
En 1976, le navire a été allongé et converti en porte-conteneurs partiel par Todd Ship Yard, à Galveston au Texas. Il a été vendu à l'United States Lines en 1983 et rebaptisé SS American Draco, le 13 septembre. Ayant cessé leurs activités en 1986, le navire a été remis à la MARAD le 2 avril 1987 et placé dans la National Defense Reserve Fleet (NDRF). Le navire a été sélectionné pour être converti en navire-grue, mais la conversion a été annulée, le 12 janvier 1990. La conversion a repris en 1992, mais n'a pas été achevé par la National Steel and Shipbuilding Co., à San Diego. Le 4 mai 1997, il a été mis en service en tant que SS Beaver State (T-ACS-10) et affecté à la Ready Reserve Force (RRF), sous le contrôle opérationnel du Military Sealift Command (MSC).
Beaver State était amarré à Bremerton, et affecté au troisième escadron de navires de prépositionnement maritime. Puis il a été retiré du contrôle du MSC et retiré de la RRF par réaffectation à la NDRF le 28 juillet 2006. Il a été converti pour la Missile Defense Agency aux Cascade General Shipyards de Portland en Oregon comme navire radar transportable en bande X, et renommé SS Pacific Tracker (XTR-1), le 1er avril 2009.

### Liens connexes
- Liste des navires auxiliaires de l'United States Navy